# Sebastiania pavoniana

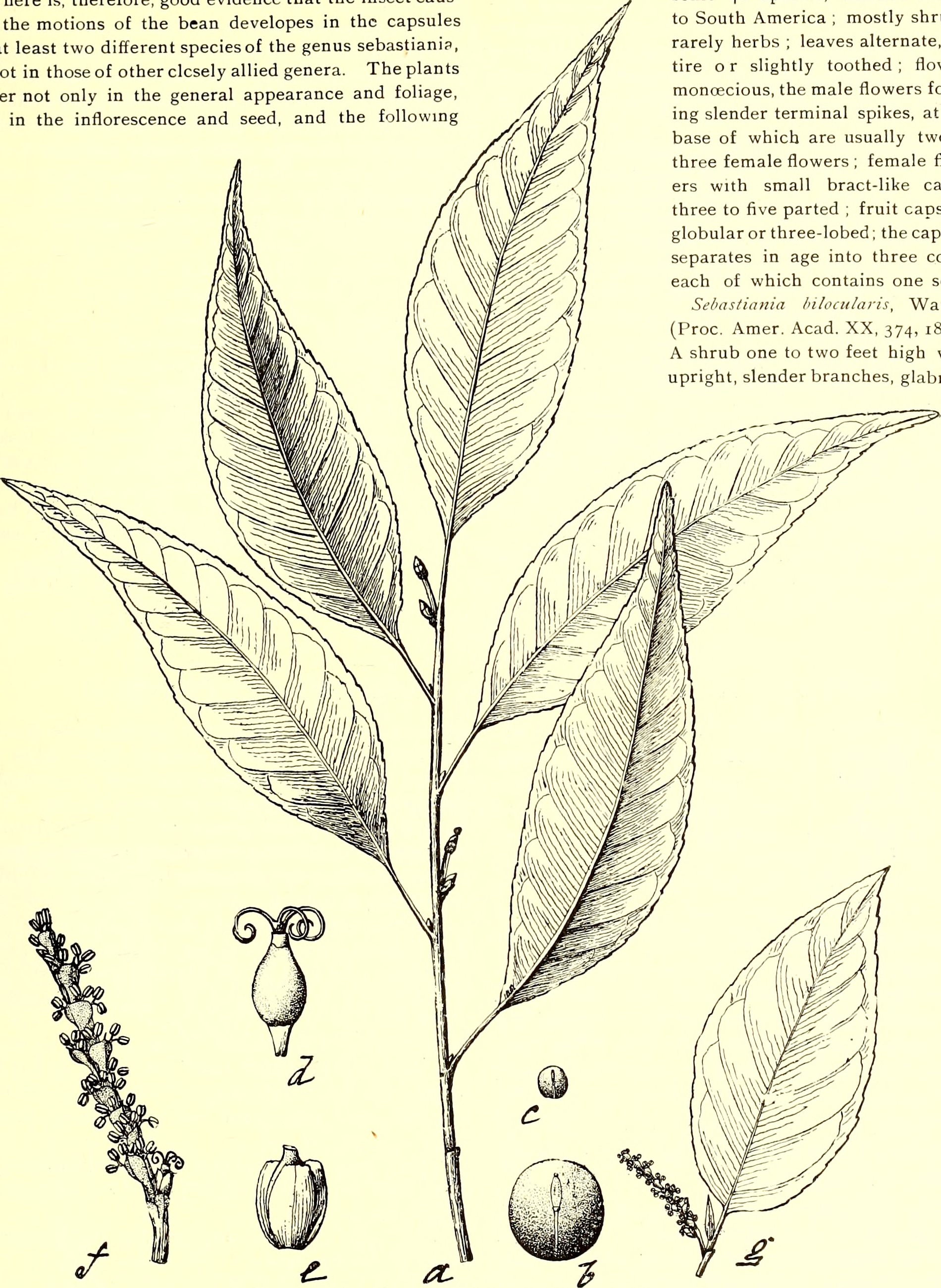
Illustration

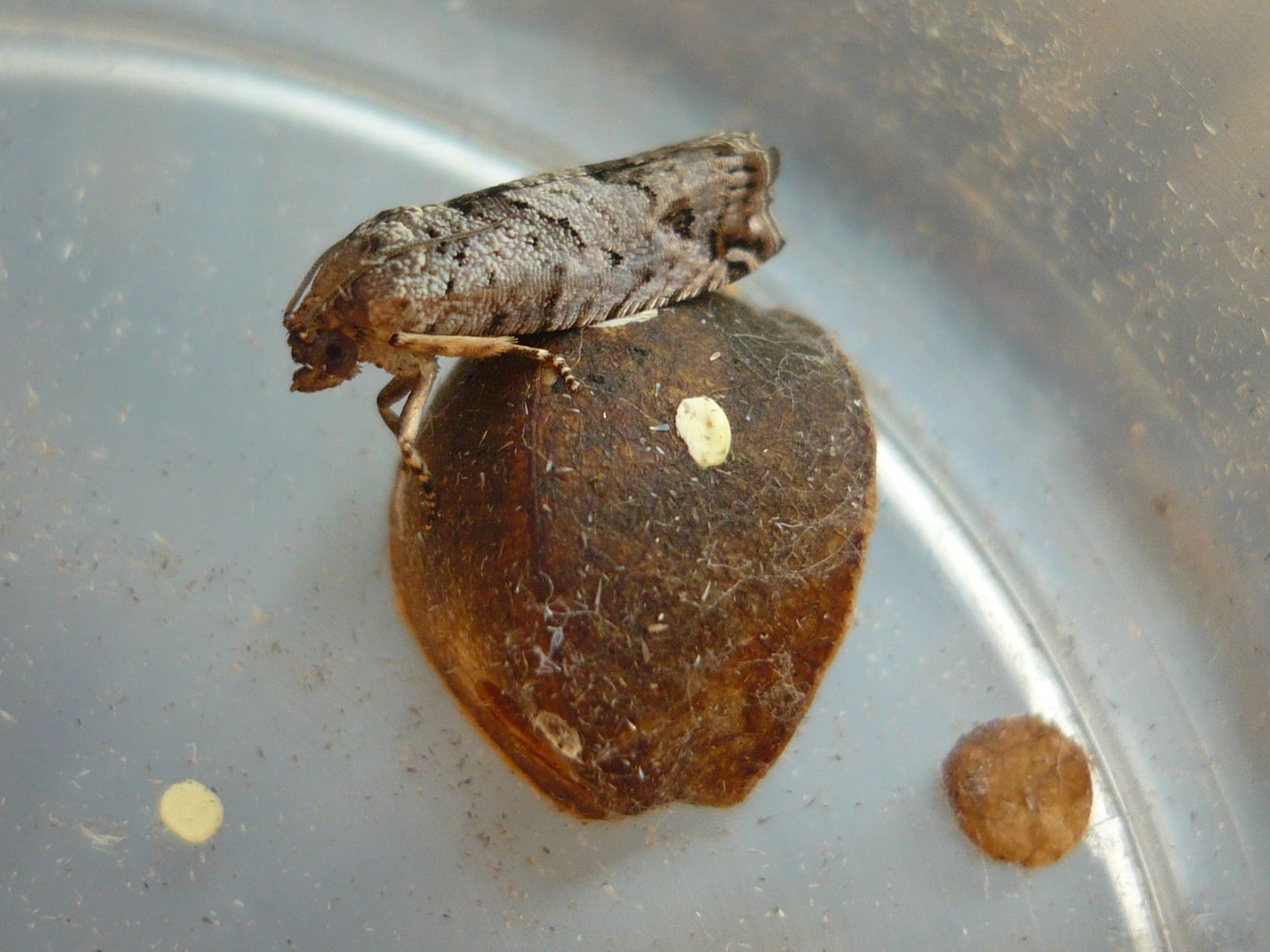
Springbohnenmotte (Cydia deshaisiana)

Sebastiania pavoniana ist eine Pflanzenart, die zur Familie der Wolfsmilchgewächse (Euphorbiaceae) gehört.
Die Früchte werden oft von den Larven des kleinen Schmetterlings Cydia deshaisiana bewohnt, die ein Phänomen des Hüpfens in den einzelnen Fruchtsegmenten verursachen. Das hat diese unter dem Namen Springbohnen oder Hüpfbohnen bekannt gemacht hat.

## Beschreibung
Sebastiania pavoniana ist ein Strauch der Wuchshöhen von etwa 3 bis 6 Meter erreicht oder ein Baum der über 10 Meter hoch wird. Er besitzt eine gräuliche bis kaffeebraune Rinde. Die Pflanze enthält einen weißen bis gelben Milchsaft, der stark giftig ist und von den Indianern Mexikos als Pfeilgift verwendet wurde. 
Die einfachen, meist wechselständigen, hartlaubigen, 5 bis 11 Zentimeter langen, 2–4,5 Zentimeter breiten, kurz gestielten, dünnen, kahlen Laubblätter weisen einen feingesägten Blattrand auf. Sie sind eiförmig bis -lanzettlich, seltener verkehrt-eiförmig oder lanzettlich, elliptisch und an der Spitze sind sie rundspitzig bis zugespitzt, seltener abgerundet bis eingebuchtet. Es sind minimale, oft abfallende Nebenblätter vorhanden. Die kurzen Blattstiele sind bis 1–1,5 Zentimeter lang und es können Drüsen vorhanden sein.
Sebastiania pavoniana ist einhäusig monözisch. Die sehr kleinen, nur etwa 1 Millimeter im Durchmesser aufweisenden gelbgrünen, eingeschlechtlichen Blüten stehen in kurzen, meist gemischten und schlanken Ähren an den Enden der Zweige. Sehr kleine, wenigblütige, rein weibliche Blütenstände können vorkommen. Die Blüten sind mit einfacher Blütenhülle, die Kronblätter fehlen. Die männlichen, kurz gestielten Blüten besitzen 2–3 Staubblätter und ein dreiteiliges Perianth. Die fast sitzenden weiblichen, etwas größeren Blüten besitzen ein dreiteiliges Perianth und einen Fruchtknoten mit langen, ausgebogenen, oft eingerollten Narbenästen. Die wenigen weiblichen Blüten pro Blütenstand stehen im unteren Teil und sind jeweils von einem Deckblatt unterlegt. Zwei bis drei männliche Blüten stehen jeweils an einem Deckblatt.
Die zuerst grünen, dann bei der Reife kaffeebraunen, kugeligen, schwach dreilappigen, glatten Kapselfrüchte sind dreiteilig, -fächrig, besitzen einen Durchmesser von 10 bis 15 mm und enthalten in jedem zweiklappigen Fach einen Samen. Die schwärzlichen, eiförmigen und etwas gefleckten, glatten Samen besitzen eine kleine Caruncula.
Die Art ist in Mexiko ziemlich weit verbreitet und kommt zusätzlich noch in einem abseits vom Hauptareal liegenden Gebiet in der Provinz Guanacaste im Nordwesten von Costa Rica vor.

## Springbohnen

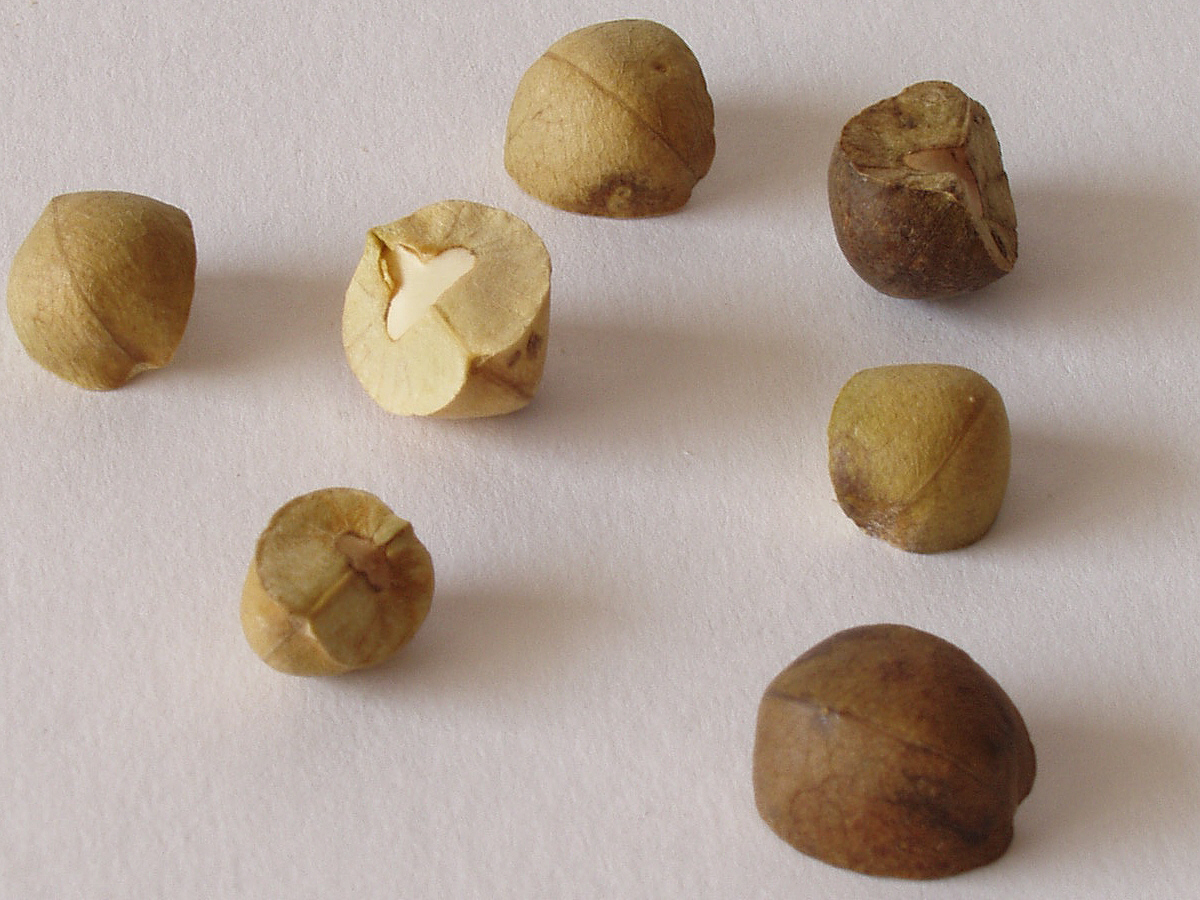
Kapselsegmente (Springbohnen) je 7 bis 10 Millimeter lang

Bei Erwärmung, zum Beispiel wenn man ein Kapselsegment (die Springbohne) in die Hand nimmt, beginnt die darin lebende Larve der Springbohnenmotte (Cydia deshaisiana) so heftig zu zucken, dass sich das gesamte Kapselsegment ruckartig bewegt.
Der biologische Sinn dieses Verhaltens liegt darin, dass die Larve mitsamt ihrer Nahrung von der Sonne in den Schatten zu gelangen versucht, um einer Überhitzung zu entgehen.